# Луис (Тексас)
Луис (енгл. Louise) насељено је место без административног статуса у америчкој савезној држави Тексас.

## Демографија
По попису из 2010. године број становника је 995, што је 18 (1,8%) становника више него 2000. године.
| Група             | 2000.       | 2010.       |
| Белци             | 558 (57,1%) | 562 (56,5%) |
| Афроамериканци    | 53 (5,4%)   | 87 (8,7%)   |
| Азијати           | 0 (0,0%)    | 0 (0,0%)    |
| Хиспаноамериканци | 359 (36,7%) | 341 (34,3%) |
| Укупно            | 977         | 995         |